# Arbeidersstadion
Het Arbeidersstadion was een stadion in de Chinese stad Peking. Het stadion was een van de voetbalstadions voor de Olympische Zomerspelen in 2008 in dezelfde stad. Verder functioneerde het stadion als het stadion met de openings -en sluitceremonie van de Aziatische Spelen in 1990. De voetbalclub Beijing Sinobo Guoan maakte gebruik van dit stadion.
Het stadion werd uiteindelijk afgebroken vanaf 2020 om plaats te maken voor een nieuwe stadion. De thuisclub verhuisde naar het Olympisch Sportcentrum van Peking. De geplande opening van dat nieuwe stadion staat voor 2023.